# Al-Nabi Rubin (Acre)
Ne doit pas être confondu avec Al-Nabi Rubin (Ramla).
Al-Nabi Rubin (en arabe arabe : النبي روبين), est un ancien village de Palestine mandataire, situé à 28 km au nord-est d’Acre, à proximité de Tarbikha.

## Histoire
Le Survey of Western Palestine (SWP) du Palestine Exploration Fund décrit ainsi Al-Nabi Rubin : « C’est un petit village regroupé autour de la tombe du Neby, d’environ 90 habitants musulmans ; il est situé sur un sommet proéminent et entouré de beaucoup d’olives, de figues et de terres arables ; il y a deux citernes et un  birket à proximité. »
Le village n’apparaît pas dans les recensements de 1922 et 1931 de la Palestine sous mandat britannique. En 1945, les statistiques regroupent Al-Nabi Rubin avec Tarbikha et Suruh. Ils ont ensemble 1 000 habitants environ, tous musulmans, installés sur un total de 18 563 dounams (soit 18,56 km2) de terres : 619 dounams sont occupés par des plantations et des terrains irrigables, 3 204 sont utilisés pour la culture des céréales, 112 dounams sont réservés aux constructions. Les enfants étudient à l'école de Tarbikha.
La Haganah s’empare du village lors de l’opération Hiram, pendant la guerre israélo-arabe de 1948 ; il fut en quasi-totalité détruit, à l’exception du sanctuaire dédié à Ruben, la seule structure originelle qui demeure sur les terres de l’ancien village. Les habitants furent expulsés au Liban en deux vagues, les personnes âgées ou infirmes étant transportées par camions par les forces de défense israéliennes jusqu’à la frontière libanaise au cours de la seconde vague.